# 克里斯蒂安·迪纳
克里斯蒂安·迪纳（德語：Christian Diener，1993年6月3日—），德国男子游泳运动员，2014年欧洲锦标赛男子200米仰泳银牌得主、2018年欧洲锦标赛男子4×100米混合泳接力铜牌得主、2021年世界短池锦标赛男子50米仰泳银牌得主。